# الغیبة (طوسی)
کتاب الغیبَة تألیف شیخ الطّائفه ابی محمّد بن الحسن طوسی (متوفّی ۴۶۰ هجری قمری) از معتبرترین و قدیمی‌ترین آثار شیعه می‌باشد که از جهت نزدیک بودن به عصر غیبت صغری جزء معدود آثار بر جای مانده از علمای سلف می‌باشد.
شیخ طوسی در این کتاب جدیدترین استدلالات، هم از نظر روایتی و هم از لحاظ کلامی را در توجیه غیبت کبری امام دوازدهم به کار می‌برد و با استفاده از احادیث و استدلال عقلی ثابت می‌کند که امام دوازدهم شیعیان مهدی است که باید در پرده غیبت به سر برد.
«شیخ طوسی» اطّلاعات تاریخی موثّقی را در مورد فعّالیّتهای مخفی چهار وکیل خاص امام دوازدهم شیعیان به نقل از کتاب مفقود شده‌ای تحت عنوان «الاخبار الوکلاء الاربعه» نوشته «احمد بن نوح بصری» ارائه می‌دهد.

## حدیث وصیت
یکی از مهم‌ترین روایات و احادیثی که در کتاب معتبر غیبت طوسی نقل شده‌است، حدیث شب وفات پیامبر(ص) می‌باشد . بر خلاف تصور عامه مردم و آنچه در میان شیعیان معروف است(که یکی از اصحاب مانع از مکتوب شدن وصیت شد)، پیامبر خدا(ص) در آن شبی که قصد مکتوب کردن وصیت خود را در جمع برخی از اصحابشان داشتند این نوشته بازدارنده از گمراهی، یعنی وصیت خود را املاء نمودند و امام علی(ع) آن را در نزد شاهدانی همچون سلمان و اباذر مکتوب فرمودند. این وصیت در کتب معتبر شیعیان موجود است و از لحاظ اعتبار به دلیل داشتن قرائن و تواتر معنوی از درجه بالایی برخوردار است. بخشی از متن این وصیت را در زیر میتوانید مطالعه بفرمایید:

جعفر صادق از پدرش محمد باقر از پدرش زين العابدين از پدرش حسین از پدرش امير المومنين که فرمود : 

رسول خدا در شبى كه وفاتش در آن واقع شد ، به على فرمود : اى ابا الحسن ، كاغذ و دواتى بياور و رسول الله وصيت خود را املاء فرمود تا این که بدين جا رسيد كه فرمود : يا على ! بعد از من دوازده امام مى باشند و بعد از آنها دوازده مهدى هستند . پس تو يا على اوّلين دوازده امام مى باشى ..... و تو پس از من خليفه و جانشين من بر امتم هستى ، هر گاه وفاتت رسيد ، خلافت را به پسرم حسن بر وصول واگذار كن ، هر گاه وفاتش رسید آن را به پسرم حسین شهید زکی مقتول واگذار کند ، هر گاه وفاتش رسید آن را به پسرش علی ذی الثفنات (امام سجاد) واگذار کند ، هر گاه وفاتش رسید آن را به پسرش محمد باقر واگذار کند ، هر گاه وفاتش رسید آن را به پسرش جعفر صادق واگذار کند ، هر گاه وفاتش رسید آن را به پسرش موسی کاظم واگذار کند ، هر گاه وفاتش رسید آن را به پسرش علی رضا واگذار کند ، هر گاه وفاتش رسید آن را به پسرش محمد ثقه تقی (امام جواد) واگذار کند ، هر گاه وفاتش رسید آن را به پسرش علی ناصح واگذار کند ، هر گاه وفاتش رسید آن را به پسرش حسن فاضل واگذار کند ، هر گاه وفاتش رسید آن را به پسرش محمد مستحفظ از آل محمد واگذار کند ، پس آن‌ها دوازده امام هستند . سپس بعد از او دوازده مهدى مى باشند . هر گاه وفاتش رسید آن را به پسرش مهدی اول واگذار کند ، براى او سه اسم است. يك اسمش مانند اسم من ، و اسم ديگرش اسم پدر من است ، و آن‌ها عبد الله و احمد هستند ، و نام سوم مهدى است. و او اولين مومنان است.
منابع:
کتاب غیبت (ترجمه فارسی انتشارات کتاب جمکران) ص 300  . الغیبة الطوسی ص 150 ح 111 . بحار الأنوار ج 36 ص 260 ح 81 . بحار الأنوار ج 53 ص 147 ح 6 – مختصر . غاية المرام ج 2 ص 241 . مختصر بصائر الدرجات ص 39 . إثبات الهداة ج 1 ص 549 ح 376 . الايقاظ من الهجعة ص 393 . العوالم عبدالله البحراني ج 3 ص 236 ح 227 . نوادر الاخبار الفیض الکاشاني ص 294 . مكاتيب الرسول الشيخ الميانجي ج 2 ص 96 .
- برخی از پژوهشگران، با بررسی سند و محتوای حدیث، اشکالاتی برای آن شمرده‌اند؛ ازجمله گفته‌اند حدیث ضعیف‌السند است. همچنین با احادیثی که شمار جانشینان محمد را در دوازده تن منحصر می‌داند، تعارض دارد.